# Lijst van brutoformules C08
Dit lemma is een onderdeel van de lijst van brutoformules met acht koolstofatomen.

## C8H0
| Brutoformule                      | Naam |
| --------------------------------- | --- |
| {\displaystyle {\ce {C8BrF17}}}   | Perflubron (DDQ)                                                                                          |
| {\displaystyle {\ce {C8Cl2N2O2}}} | 2,3-dichloor-5,6-dicyano-1,4-benzochinon (DDQ)                                                            |
| {\displaystyle {\ce {C8Cl4N2}}}   | Chloorthalonil                                                                                            |
| {\displaystyle {\ce {C8Co2O8}}}   | Dikobaltoctacarbonyl {\displaystyle {\ce {(CO)4Co-Co(CO)4}}}                                              |
| {\displaystyle {\ce {C8D18}}}     | Gedeutereerd octaan                                                                                       |
| {\displaystyle {\ce {C8N8O16}}}   | Octanitrocubaan ~ als derivaat van cubaan                                                                 |
| {\displaystyle {\ce {C8O8}}}      | Tetrahydroxy-1,4-benzochinonbiscarbonaat ~ als Koolstofoxide Kopje Nieuwe oxides                          |
| {\displaystyle {\ce {C8O9}}}      | Furaantetracarboxylaat, {\displaystyle {\ce {(C-COO^{-})4O}}} ~ als tetra-anion van Furaantetracarbonzuur |

## C8H1
| Brutoformule                      | Naam                                                                                      |
| --------------------------------- | ----------------------------------------------------------------------------------------- |
| {\displaystyle {\ce {C8HF15O2}}}  | Perfluoroctaanzuur ~ Ook wel: PFOA ~ Formule: {\displaystyle {\ce {C7F15COOH}}} ~ en GenX |
| {\displaystyle {\ce {C8HF17O3S}}} | Perfluoroctaansulfonzuur ~ Ook wel: PFOS                                                  |
| {\displaystyle {\ce {C8HN7O14}}}  | Heptanitrocubaan ~ als derivaat van cubaan                                                |

## C8H4
| Brutoformule                      | Naam                                                                         |
| --------------------------------- | ---------------------------------------------------------------------------- |
| {\displaystyle {\ce {C8H4Cl2O2}}} | Tereftaloylchloride ~ Ook wel: Tereftaalzuurdichloride ~ in synthese Aramide |
| {\displaystyle {\ce {C8H4Cl6}}}   | 1,4-Bis(trichloormethyl)benzeen                                              |
| {\displaystyle {\ce {C8H4KNO2}}}  | Kaliumftaalimide ~ uit ftaalimide                                            |
| {\displaystyle {\ce {C8H4N2O2}}}  | 1,4-fenyleendi-isocyanaat                                                    |
| {\displaystyle {\ce {C8H4O3}}}    | Ftaalzuuranhydride in de bereiding van benzylbutylftalaat                    |
| {\displaystyle {\ce {C8H4O9}}}    | Furaantetracarbonzuur                                                        |

## C8H5
| Brutoformule                       | Naam                                             |
| ---------------------------------- | ------------------------------------------------ |
| {\displaystyle {\ce {C8H5Cl3O3}}}  | 2,4,5-trichloorfenoxyazijnzuur ~ in Agent Orange |
| {\displaystyle {\ce {C8H5F3N2OS}}} | Riluzol                                          |
| {\displaystyle {\ce {C8H5KO4}}}    | Kaliumwaterstofftalaat                           |
| {\displaystyle {\ce {C8H5MnO3}}}   | Mangaancyclopentadienyltricarbonyl               |
| {\displaystyle {\ce {C8H5NO2}}}    | Ftaalimide ~ Ook wel: isoindool-1,3-dion         |
| {\displaystyle {\ce {C8H5NO2}}}    | Isatine                                          |

## C8H6
| Brutoformule                      | Naam |
| --------------------------------- | --- |
| {\displaystyle {\ce {C8H6}}}      | Fenylacetyleen ~ IUPAC: fenylethyn ~ reactie met water tot acetofenon, 2-fenylacetaldehyde ~ bereiding van silabenzeen |
| {\displaystyle {\ce {C8H6BrN}}}   | Broombenzylcyanide ~ IUPAC: 2-broom-2-fenylacetonitril                                                                 |
| {\displaystyle {\ce {C8H6Cl2O2}}} | Methyl-2,5-dichloorbenzoaat ~ Ook wel: 2,5-Dichloorbenzoëzuurmethylester                                               |
| {\displaystyle {\ce {C8H6Cl2O3}}} | Dicamba |
| {\displaystyle {\ce {C8H6Cl2O3}}} | 2,4-dichloorfenoxyazijnzuur ~ International Chemical Safety Card: 0033 ~ als auxine                                    |
| {\displaystyle {\ce {C8H6N2}}}    | Chinazoline |
| {\displaystyle {\ce {C8H6N2}}}    | Chinoxaline |
| {\displaystyle {\ce {C8H6N2}}}    | Cinnoline |
| {\displaystyle {\ce {C8H6N2}}}    | Ftaalazine |
| {\displaystyle {\ce {C8H6N2OS2}}} | Acibenzolar-S-methyl                                                                                                   |
| {\displaystyle {\ce {C8H6N4O5}}}  | Nitrofurantoïne |
| {\displaystyle {\ce {C8H6O}}}     | Benzofuraan |
| {\displaystyle {\ce {C8H6O}}}     | Isobenzofuraan |
| {\displaystyle {\ce {C8H6O3}}}    | Heliotropine ~ Ook wel: Piperonal                                                                                      |
| {\displaystyle {\ce {C8H6O4}}}    | Ftaalzuur |
| {\displaystyle {\ce {C8H6O4}}}    | Isoftaalzuur ~ IUPAC: benzeen-1,3-dicarbonzuur                                                                         |
| {\displaystyle {\ce {C8H6O4}}}    | Tereftaalzuur ~ IUPAC: benzeen-1,4-dicarbonzuur ~ als grondstof voor polyethyleentereftalaat, aramide                  |
| {\displaystyle {\ce {C8H6S}}}     | Benzothiofeen |

## C8H7
| Brutoformule                     | Naam                                                                          |
| -------------------------------- | ----------------------------------------------------------------------------- |
| {\displaystyle {\ce {C8H7ClO}}}  | Chlooracetofenon ~ Ook wel: CN-gas, traangas                                  |
| {\displaystyle {\ce {C8H7ClO2}}} | Benzylchloorformiaat                                                          |
| {\displaystyle {\ce {C8H7N}}}    | Benzylcyanide ~ Ook wel: 2-fenylacetonitril                                   |
| {\displaystyle {\ce {C8H7N}}}    | Indolizine                                                                    |
| {\displaystyle {\ce {C8H7N}}}    | Indool ~ als aprotisch oplosmiddel ~ indool als afbraakproduct van tryptofaan |
| {\displaystyle {\ce {C8H7NO}}}   | 2H-Benzothiazine ~ als benzothiazine                                          |
| {\displaystyle {\ce {C8H7NO}}}   | 4H-Benzothiazine ~ als benzothiazine                                          |
| {\displaystyle {\ce {C8H7NO}}}   | Iso-Indool                                                                    |
| {\displaystyle {\ce {C8H7NO}}}   | Indoxyl                                                                       |
| {\displaystyle {\ce {C8H7NO}}}   | Mandelonitril ~ als cyanohydrine                                              |
| {\displaystyle {\ce {C8H7NO}}}   | Oxindool                                                                      |
| {\displaystyle {\ce {C8H7N3O2}}} | Luminol                                                                       |
| {\displaystyle {\ce {C8H7N3O5}}} | Furazolidon                                                                   |

## C8H8
| Brutoformule                          | Naam |
| ------------------------------------- | --- |
| {\displaystyle {\ce {C8H8}}}          | Barreleen Valentie-isomeer van Cyclo-octatetraeen                                                                                   |
| {\displaystyle {\ce {C8H8}}}          | Benzocyclobuteen |
| {\displaystyle {\ce {C8H8}}}          | Bicyclo[4.2.0]octa-2,4,7-triene Valentie-isomeer van Cyclo-octatetraeen                                                             |
| {\displaystyle {\ce {C8H8}}}          | Cubaan Valentie-isomeer van Cyclo-octatetraeen                                                                                      |
| {\displaystyle {\ce {C8H8}}}          | Cuneaan Valentie-isomeer van Cyclo-octatetraeen                                                                                     |
| {\displaystyle {\ce {C8H8}}}          | Cyclo-octatetraeen ~ als [8]annuleen, anti-aromatische verbinding                                                                   |
| {\displaystyle {\ce {C8H8}}}          | Pentacyclo[5.1.0.02,4. 03,5.06,8]octaan Valentie-isomeer van Cyclo-octatetraeen                                                     |
| {\displaystyle {\ce {C8H8}}}          | Semibullvaleen Valentie-isomeer van Cyclo-octatetraeen                                                                              |
| {\displaystyle {\ce {C8H8}}}          | Styreen ~ IUPAC: fenyletheen ~ Ook wel: ethenylbenzeen                                                                              |
| {\displaystyle {\ce {C8H8polymeer}}}  | Polystyreen |
| {\displaystyle {\ce {C8H8}}}          | Tetracyclo[3,3,0,02,4,03,6]octa-7-een Valentie-isomeer van Cyclo-octatetraeen                                                       |
| {\displaystyle {\ce {C8H8}}}          | Tetracyclo[4,2,0,02,4,03,5] octa-7-een Valentie-isomeer van Cyclo-octatetraeen                                                      |
| {\displaystyle {\ce {C8H8}}}          | Tricyclo[3,3,0,02,6]octa-3,8-dieen Valentie-isomeer van Cyclo-octatetraeen                                                          |
| {\displaystyle {\ce {C8H8}}}          | Tricyclo[4,2,0,02,5]octa-3,7-dieen Valentie-isomeer van Cyclo-octatetraeen                                                          |
| {\displaystyle {\ce {C8H8}}}          | Tricyclo[5.1.0.02,8]octa-3,5-dieen Valentie-isomeer van Cyclo-octatetraeen                                                          |
| {\displaystyle {\ce {C8H8Br2}}}       | 3,5-Dibroom-tricyclo(2,2,2,02,6)oct-7-een ~ uit barreleen                                                                           |
| {\displaystyle {\ce {C8H8Br2}}}       | 1,2-Dibroom-1-fenylethaan ~ Ook wel: dibroomstyreen, styreendibromide ~ in bereiding van fenylacetyleen                             |
| {\displaystyle {\ce {C8H8Cl3N3O4S2}}} | Clorsulon |
| {\displaystyle {\ce {C8H8Cl3O3PS}}}   | Fenchloorphos ~ in bereiding 2-nitroaniline                                                                                         |
| {\displaystyle {\ce {C8H8HgO2}}}      | Fenylkwikacetaat |
| {\displaystyle {\ce {C8H8N2O3}}}      | 4-Nitroaceetanilide ~ in bereiding 4-nitroaniline                                                                                   |
| {\displaystyle {\ce {C8H8N2O3S}}}     | Zonisamide |
| {\displaystyle {\ce {C8H8N4}}}        | Hydralazine |
| {\displaystyle {\ce {C8H8N6O6}}}      | Murexide |
| {\displaystyle {\ce {C8H8O}}}         | Acetofenon ~ andere naam voor 1-fenylaceetaldehyde ~ uit fenylacetyleen                                                             |
| {\displaystyle {\ce {C8H8O}}}         | Styreenoxide |
| {\displaystyle {\ce {C8H8O}}}         | 2-Fenylaceetaldehyde ~ uit fenylacetyleen                                                                                           |
| {\displaystyle {\ce {C8H8O2}}}        | Fenylacetaat |
| {\displaystyle {\ce {C8H8O2}}}        | Fenylazijnzuur |
| {\displaystyle {\ce {C8H8O2}}}        | Methylbenzoaat ~ als ester, dennen-essence                                                                                          |
| {\displaystyle {\ce {C8H8O2}}}        | 4-Methoxybenzaldehyde (Anijsaldehyde)                                                                                               |
| {\displaystyle {\ce {C8H8O2S}}}       | Fenylvinylsulfon ~ als Vinylsulfon                                                                                                  |
| {\displaystyle {\ce {C8H8O3}}}        | Amandelzuur ~ IUPAC: 2-hydroxy-2-ethyl-ethaanzuur ~ Ook wel: uromaline                                                              |
| {\displaystyle {\ce {C8H8O3}}}        | Euresol Formule: {\displaystyle {\ce {C6H4(OH)(O-COCH3)}}} ~ IUPAC: mono-ester van 1,3-benzeendiol en ethaanzuur ~ als desinfectant |
| {\displaystyle {\ce {C8H8O3}}}        | 2-Methoxybenzoëzuur ~ als anijszuur                                                                                                 |
| {\displaystyle {\ce {C8H8O3}}}        | 3-Methoxybenzoëzuur ~ als anijszuur                                                                                                 |
| {\displaystyle {\ce {C8H8O3}}}        | 4-Methoxybenzoëzuur ~ als anijszuur                                                                                                 |
| {\displaystyle {\ce {C8H8O3}}}        | Methylparabeen ~ Ook wel: E214, methylis parahydroxybenzoas, Nipagin M ~ IUPAC: methyl 4-hydroxybenzoaat                            |
| {\displaystyle {\ce {C8H8O4}}}        | Homogentisinezuur (2,5-Dihydroxyfenyl)-azijnzuur)                                                                                   |

## C8H9
| Brutoformule                       | Naam                                                                |
| ---------------------------------- | ------------------------------------------------------------------- |
| {\displaystyle {\ce {C8H9ClO}}}    | Chloorxylenol ~ IUPAC: 4-chloor-3,5-dimethylfenol ~ Ook wel: Dettol |
| {\displaystyle {\ce {C8H9Cl3N2S}}} | A22 ~ S-(3,4-dichloorbenzyl)isothio-ureum, hydrochloride            |
| {\displaystyle {\ce {C8H9N}}}      | Indoline                                                            |
| {\displaystyle {\ce {C8H9N}}}      | Iso-indoline                                                        |
| {\displaystyle {\ce {C8H9NO}}}     | Acetanilide ~ als anilide ~ in bereiding 4-nitroaniline             |
| {\displaystyle {\ce {C8H9NO2}}}    | Fenylglycine                                                        |
| {\displaystyle {\ce {C8H9NO2}}}    | Methylantranilaat                                                   |
| {\displaystyle {\ce {C8H9NO2}}}    | Paracetamol ~ IUPAC: N-(4-hydroxyphenyl)acetamide                   |
| {\displaystyle {\ce {C8H9NO3}}}    | Pyridoxal ~ een Vitamine B6                                         |
| {\displaystyle {\ce {C8H9NO5}}}    | Clavulaanzuur                                                       |

## C8H10
| Brutoformule                          | Naam                                                                 |
| ------------------------------------- | -------------------------------------------------------------------- |
| {\displaystyle {\ce {C8H10}}}         | 3,4-Dimethyleen-hexa-1,5-dieen ~ als Dendraleen: [4]dendraleen       |
| {\displaystyle {\ce {C8H10}}}         | Ethylbenzeen ~ Ook wel: fenylethaan                                  |
| {\displaystyle {\ce {C8H10}}}         | Xyleen Formule: {\displaystyle {\ce {C6H4(CH3)2}}}                   |
| {\displaystyle {\ce {C8H10}}}         | 1,2-dimethylbenzeen ~ Ook wel: o-xyleen, ortho-xyleen                |
| {\displaystyle {\ce {C8H10}}}         | 1,3-dimethylbenzeen ~ Ook wel: m-xyleen, meta-xyleen                 |
| {\displaystyle {\ce {C8H10}}}         | 1,4-dimethylbenzeen ~ Ook wel: p-xyleen, para-xyleen                 |
| {\displaystyle {\ce {C8H10ClN}}}      | 2-(2-chloorfenyl)-ethylamine ~ in aromatische halogenering           |
| {\displaystyle {\ce {C8H10ClN}}}      | 2-(4-chloorfenyl)-ethylamine ~ in aromatische halogenering           |
| {\displaystyle {\ce {C8H10ClN5O3S}}}  | Thiamethoxam                                                         |
| {\displaystyle {\ce {C8H10FN3O3S}}}   | Emtricitabine                                                        |
| {\displaystyle {\ce {C8H10K2O15Sb2}}} | Antimoonkaliumtartraat                                               |
| {\displaystyle {\ce {C8H10NO5PS}}}    | Methylparathion                                                      |
| {\displaystyle {\ce {C8H10NO6P}}}     | Pyridoxaalfosfaat                                                    |
| {\displaystyle {\ce {C8H10N4O2}}}     | Cafeïne ~ IUPAC: 1,3,7-trimethylxanthine ~ Ook wel: coffeïne, theïne |
| {\displaystyle {\ce {C8H10O}}}        | Ethylfenylether ~ IUPAC: ethoxybenzeen ook: phenetol                 |
| {\displaystyle {\ce {C8H10O}}}        | 2-fenylethanol                                                       |
| {\displaystyle {\ce {C8H10O}}}        | Xylenol ~ IUPAC: hydroxydimethylbenzeen (meerdere isomeren)          |
| {\displaystyle {\ce {C8H10O}}}        | 2,3-Xylenol ~ Ook wel: 1-hydroxy-2,3-dimethylbenzeen ~ als xylenol   |
| {\displaystyle {\ce {C8H10O}}}        | 2,4-Xylenol ~ Ook wel: 1-hydroxy-2,4-dimethylbenzeen ~ als xylenol   |
| {\displaystyle {\ce {C8H10O}}}        | 2,5-Xylenol ~ Ook wel: 1-hydroxy-2,5-dimethylbenzeen ~ als xylenol   |
| {\displaystyle {\ce {C8H10O}}}        | 2,6-Xylenol ~ Ook wel: 1-hydroxy-2,6-dimethylbenzeen ~ als xylenol   |
| {\displaystyle {\ce {C8H10O}}}        | 3,4-Xylenol ~ Ook wel: 1-hydroxy-3,4-dimethylbenzeen ~ als xylenol   |
| {\displaystyle {\ce {C8H10O}}}        | 3,5-Xylenol ~ Ook wel: 1-hydroxy-3,5-dimethylbenzeen ~ als xylenol   |
| {\displaystyle {\ce {C8H10O2}}}       | 2-fenoxyethanol ~ in Europese standaardreeks                         |
| {\displaystyle {\ce {C8H10O2}}}       | 1,2-Dimethoxybenzeen ook wel veratrol ~ als feromoon                 |
| {\displaystyle {\ce {C8H10O3}}}       | Hydroxytyrosol                                                       |
| {\displaystyle {\ce {C8H10O4}}}       | Penicillinezuur ~ IUPAC: 3-methoxy-5-methyl-4-oxo-2,5-hexadieenzuur  |

## C8H11
| Brutoformule                       | Naam |
| ---------------------------------- | --- |
| {\displaystyle {\ce {C8H11Cl3O6}}} | Alfachloralose |
| {\displaystyle {\ce {C8H11N}}}     | N-Ethylaniline |
| {\displaystyle {\ce {C8H11N}}}     | N,N-Dimethylaniline ~ in de Vilsmeier-Haack-reactie |
| {\displaystyle {\ce {C8H11N}}}     | Fenylethylamine ~ Ook wel: 2-fenylethaanamine, 2-fenylethylamine, ethylfenylamine, ethylaminobenzeen ~ reactie onder invloed van monoamino-oxidase ~ in aromatische halogenering |
| {\displaystyle {\ce {C8H11N}}}     | 2,3,4-trimethylpyridine ~ als collidine |
| {\displaystyle {\ce {C8H11N}}}     | 2,3,5-trimethylpyridine ~ als collidine |
| {\displaystyle {\ce {C8H11N}}}     | 2,3,6-trimethylpyridine ~ als collidine |
| {\displaystyle {\ce {C8H11N}}}     | 2,4,6-trimethylpyridine ~ als collidine |
| {\displaystyle {\ce {C8H11N}}}     | 3,4,5-trimethylpyridine ~ als collidine |
| {\displaystyle {\ce {C8H11N}}}     | 2,3-xylidine ~ als xylidine |
| {\displaystyle {\ce {C8H11N}}}     | 2,4-xylidine ~ als xylidine |
| {\displaystyle {\ce {C8H11N}}}     | 2,5-xylidine ~ als xylidine |
| {\displaystyle {\ce {C8H11N}}}     | 2,6-xylidine ~ als xylidine |
| {\displaystyle {\ce {C8H11N}}}     | 3,4-xylidine ~ als xylidine |
| {\displaystyle {\ce {C8H11N}}}     | 3,5-xylidine ~ als xylidine |
| {\displaystyle {\ce {C8H11NO}}}    | Tyramine |
| {\displaystyle {\ce {C8H11NO2}}}   | Dopamine ~ synergie met metamfetamine ~ reactie o.i.v. monoamino-oxidase |
| {\displaystyle {\ce {C8H11NO3}}}   | Noradrenaline ~ reactie o.i.v. monoamino-oxidase |
| {\displaystyle {\ce {C8H11NO3}}}   | Pyridoxine ~ IUPAC: 4,5-Bis(hydroxymethyl)-2-methylpyridin-3-ol ~ Ook wel: vitamine B6                                                                                           |
| {\displaystyle {\ce {C8H11NO5S}}}  | Sulbactam |
| {\displaystyle {\ce {C8H11N5O3}}}  | Aciclovir |

## C8H12
| Brutoformule                         | Naam |
| ------------------------------------ | --- |
| {\displaystyle {\ce {C8H12}}}        | 1,3-Cyclo-octadieen ~ IUPAC: Cyclo-octa-1,3-dieen                                                                       |
| {\displaystyle {\ce {C8H12}}}        | 1,4-Cyclo-octadieen ~ IUPAC: Cyclo-octa-1,4-dieen                                                                       |
| {\displaystyle {\ce {C8H12}}}        | 1,5-Cyclo-octadieen ~ in Cope-omlegging ~ uit 1,3-butadieen ~ in bereiding polyoctenameer ~ IUPAC: Cyclo-octa-1,5-dieen |
| {\displaystyle {\ce {C8H12}}}        | Cyclo-octyn ~ als cycloalkyn                                                                                            |
| {\displaystyle {\ce {C8H12}}}        | 1,2-Di-ethenylcyclobutaan ~ in Cope-omlegging                                                                           |
| {\displaystyle {\ce {C8H12}}}        | 4-Vinylcyclohexeen |
| {\displaystyle {\ce {C8H12Al2O12S}}} | Aluminiumsulfacetaat {\displaystyle {\ce {Al2SO4(CH3CO2)4}}} ~ als derivaat van Aluminiumtriacetaat                     |
| {\displaystyle {\ce {C8H12NO4PS2}}}  | Vamidothion |
| {\displaystyle {\ce {C8H12N2}}}      | Betahistine |
| {\displaystyle {\ce {C8H12N2O2}}}    | Hexamethyleendi-isocyanaat                                                                                              |
| {\displaystyle {\ce {C8H12N2O2}}}    | Pyridoxamine ~ IUPAC: 4-(aminomethyl)-5-(hydroxymethyl)-2-methylpyridin-3-ol ~ Ook wel: vitamine B6                     |
| {\displaystyle {\ce {C8H12N2O3}}}    | Barbital |
| {\displaystyle {\ce {C8H12N4}}}      | Azobisisobutyronitril ~ Ook wel: azodi-isobutyronitril, AIBN als bron van radicalen                                     |
| {\displaystyle {\ce {C8H12O2}}}      | Di-tert-butylperoxide                                                                                                   |
| {\displaystyle {\ce {C8H12O2}}}      | Dimedon, 5,5-Dimethylcyclohexaan-1,3-dion                                                                               |
| {\displaystyle {\ce {C8H12O2}}}      | Vinylcyclohexaandiepoxide                                                                                               |
| {\displaystyle {\ce {C8H12O4}}}      | Tetramethylglycolide ~ IUPAC: 3,3,6,6-tetramethyl-1,4-dioxaan-2,5-dion                                                  |
| {\displaystyle {\ce {C8H12O8Pb}}}    | Lood(IV)acetaat ~ Formule: {\displaystyle {\ce {(CH3COO)4Pb}}} ~ in organoloodchemie                                    |
| {\displaystyle {\ce {C8H12O8Rh2}}}   | Rodium(II)acetaat (dimeer)                                                                                              |

## C8H13
| Brutoformule                              | Naam                             |
| ----------------------------------------- | -------------------------------- |
| {\displaystyle {\ce {C8H13B}}}            | 9-borabicyclo(3.3.1)nonaan       |
| {\displaystyle {\ce {C8H13BrO}}}          | 2-broom-4,4-dimethylcyclohexanon |
| {\displaystyle {\ce {C8H13NO}}}           | N-vinylcaprolactam               |
| {\displaystyle {\ce {C8H13NO}}}-polymeer  | Polyvinylcaprolactam             |
| {\displaystyle {\ce {C8H13NO5}}} polymeer | Chitine                          |

## C8H14
| Brutoformule                          | Naam                                                  |
| ------------------------------------- | ----------------------------------------------------- |
| {\displaystyle {\ce {C8H14}}}         | Cyclo-octeen                                          |
| {\displaystyle {\ce {C8H14}}}         | 1,7-Octadieen                                         |
| {\displaystyle {\ce {C8H14polymeer}}} | Polyoctenameer                                        |
| {\displaystyle {\ce {C8H14ClN5}}}     | Atrazine                                              |
| {\displaystyle {\ce {C8H14N2O2}}}     | Levetiracetam                                         |
| {\displaystyle {\ce {C8H14N4OS}}}     | Metribuzine                                           |
| {\displaystyle {\ce {C8H14N4O4}}}     | Nikkeldimethylglyoxime ~ als Dimethylglyoxime-complex |
| {\displaystyle {\ce {C8H14O}}}        | cycloocteenoxide ~ in synthese van cycloocteenimine   |
| {\displaystyle {\ce {C8H14O}}}        | Methylheptenon                                        |
| {\displaystyle {\ce {C8H14O2}}}       | n-Butylmethacrylaat                                   |
| {\displaystyle {\ce {C8H14O2}}}       | Cyclohexylacetaat                                     |
| {\displaystyle {\ce {C8H14O4}}}       | Di-ethylsuccinaat                                     |
| {\displaystyle {\ce {C8H14O4}}}       | Di-iso-propoxyethyn ~ als derivaat van ethyndiol      |
| {\displaystyle {\ce {C8H14O4}}}       | Fructon                                               |
| {\displaystyle {\ce {C8H14O4}}}       | Octaandizuur ~ Ook wel: kurkzuur                      |

## C8H15
| Brutoformule                         | Naam |
| ------------------------------------ | --- |
| {\displaystyle {\ce {C8H15BF4N2}}}   | 1-butyl-3-methylimidazoliumtetrafluorboraat ~ Ook wel: BmimBF4 ~ analogon van 1-butyl-3-methylimidazoliumhexafluorfosfaat |
| {\displaystyle {\ce {C8H15ClN2}}}    | 1-butyl-3-methylimidazoliumchloride ~ Ook wel: BmimCl ~ in synthese 1-butyl-3-methylimidazoliumhexafluorfosfaat           |
| {\displaystyle {\ce {C8H15Cl4FeN2}}} | 1-butyl-3-methylimidazoliumtetrachloorferraat ~ Ook wel: Bmim[FeCl4]                                                      |
| {\displaystyle {\ce {C8H15F6N2P}}}   | 1-butyl-3-methylimidazoliumhexafluorfosfaat ~ Ook wel: Bmim[PF6]                                                          |
| {\displaystyle {\ce {C8H15N}}}       | cycloocteenimine ~ als aziridine                                                                                          |
| {\displaystyle {\ce {C8H15N}}}       | Octaannitril |
| {\displaystyle {\ce {C8H15N}}}       | Tropaan |
| {\displaystyle {\ce {C8H15N7O2S2}}}  | Famotidine |

## C8H16
| Brutoformule                      | Naam                                              |
| --------------------------------- | ------------------------------------------------- |
| {\displaystyle {\ce {C8H16}}}     | Cyclo-octaan                                      |
| {\displaystyle {\ce {C8H16}}}     | 1-Octeen                                          |
| {\displaystyle {\ce {C8H16}}}     | 2,4,4-Trimethyl-1-penteen                         |
| {\displaystyle {\ce {C8H16}}}     | 2,4,4-Trimethyl-2-penteen                         |
| {\displaystyle {\ce {C8H16NO5P}}} | Dicrotofos                                        |
| {\displaystyle {\ce {C8H16O}}}    | 2-Ethylhexaldehyde                                |
| {\displaystyle {\ce {C8H16O}}}    | Cyclo-octanol                                     |
| {\displaystyle {\ce {C8H16O2}}}   | Butylbutyraat                                     |
| {\displaystyle {\ce {C8H16O2}}}   | 2-Ethylhexaanzuur                                 |
| {\displaystyle {\ce {C8H16O2}}}   | Octaanzuur                                        |
| {\displaystyle {\ce {C8H16O2}}}   | Cyclohexaandimethanol                             |
| {\displaystyle {\ce {C8H16O2}}}   | Hexylacetaat                                      |
| {\displaystyle {\ce {C8H16O2}}}   | 2,2,4,4-Tetramethyl-1,3-cyclobutaandiol           |
| {\displaystyle {\ce {C8H16O2}}}   | Valproïnezuur                                     |
| {\displaystyle {\ce {C8H16O3}}}   | 2-Butoxyethylacetaat ~ IUPAC: 2-propylpentaanzuur |
| {\displaystyle {\ce {C8H16O4}}}   | 12-Kroon-4                                        |
| {\displaystyle {\ce {C8H16O4}}}   | Metaldehyde                                       |

## C8H17
| Brutoformule                          | Naam                                                    |
| ------------------------------------- | ------------------------------------------------------- |
| {\displaystyle {\ce {C8H17Br}}}       | 1-broomoctaan ~ in fase-transfer-gekatalyseerde reactie |
| {\displaystyle {\ce {C8H17N}}}        | Coniine                                                 |
| {\displaystyle {\ce {C8H17NO2}}}      | Pregabaline                                             |
| {\displaystyle {\ce {C8H17NO3S}}}     | Felinine                                                |
| {\displaystyle {\ce {(C8H17N5)_{n}}}} | Polyhexanide                                            |

## C8H18
| Brutoformule                      | Naam |
| --------------------------------- | --- |
| {\displaystyle {\ce {C8H18}}}     | 2-methylheptaan |
| {\displaystyle {\ce {C8H18}}}     | iso-octaan ~ IUPAC: 2,2,4-trimethylpentaan ~ als isomeer van octaan                                                    |
| {\displaystyle {\ce {C8 ^2H18}}}  | Gedeutereerd octaan |
| {\displaystyle {\ce {C8H18}}}     | Tetramethylbutaan ~ Ook wel: hexamethylethaan                                                                          |
| {\displaystyle {\ce {C8H18Be}}}   | Bis(t-butyl)berylium ~ als berylliumhydride                                                                            |
| {\displaystyle {\ce {C8H18N2O2}}} | (6-N,6-N)Dimethyllysine ~ als methyllysine                                                                             |
| {\displaystyle {\ce {C8H18O}}}    | Di-n-butylether ~ IUPAC: 1-butoxybutaan                                                                                |
| {\displaystyle {\ce {C8H18O}}}    | Di-t-butylether |
| {\displaystyle {\ce {C8H18O}}}    | 2-Ethylhexanol |
| {\displaystyle {\ce {C8H18O}}}    | 1-octanol ~ als Vetalcohol                                                                                             |
| {\displaystyle {\ce {C8H18OSn}}}  | Dibutyltinoxide |
| {\displaystyle {\ce {C8H18O3}}}   | Butyldiglycol |
| {\displaystyle {\ce {C8H18O3}}}   | Ethylorthoacetaat ~ IUPAC: 1,1,1-tri-ethoxyethaan ~ als ortho-ester                                                    |
| {\displaystyle {\ce {C8H18O4}}}   | Ethoxytriglycol |
| {\displaystyle {\ce {C8H18O4}}}   | Tri-ethyleenglycoldimethylether ~ Ook wel: triglyme                                                                    |
| {\displaystyle {\ce {C8H18Si2}}}  | Bis(trimethylsilyl)acetyleen ~ Formule: {\displaystyle {\ce {(CH3)3SiC#CSi(CH3)3}}} ~ Reactie met titanoceendichloride |

## C8H19
| Brutoformule                       | Naam                                                                              |
| ---------------------------------- | --------------------------------------------------------------------------------- |
| {\displaystyle {\ce {C8H19Al}}}    | Di-isobutylaluminiumhydride                                                       |
| {\displaystyle {\ce {C8H19N}}}     | Di-isopropylethylamine ~ Ook wel: Ethyldi-iso-propylamine ~ uit di-isopropylamine |
| {\displaystyle {\ce {C8H19O3PS2}}} | Demeton-S                                                                         |

## C8H20
| Brutoformule                        | Naam |
| ----------------------------------- | --- |
| {\displaystyle {\ce {C8H20Ge}}}     | Tetra-ethylgermanium |
| {\displaystyle {\ce {C8H20N4}}}     | Cycleen |
| {\displaystyle {\ce {C8H20O4Si}}}   | Tetraethylorthosilicaat ~ International Chemical Safety Card: 0008 ~ ook wel: TEOS, ethylsilicaat ~ uit siliciumtetrachloride |
| {\displaystyle {\ce {C8H20O5P2S2}}} | Sulfotep |
| {\displaystyle {\ce {C8H20O7P2}}}   | TEPP |
| {\displaystyle {\ce {C8H20Pb}}}     | Tetra-ethyllood ~ Ook wel: loodtetraethyl, TEL ~ vervangen door methyl-tert-butylether, benzeen                               |

## C8H24
| Brutoformule                       | Naam |
| ---------------------------------- | --- |
| {\displaystyle {\ce {C8H24O4Si4}}} | Octamethylcyclotetrasiloxaan ~ Ook wel: D4 |
| {\displaystyle {\ce {C8H24AsIn}}}  | tetramethylarseen(V)tetramethylindaat(III) {\displaystyle {\ce {[As(CH3)4]^{+}.[In(CH3)4]^{-}}}} ~ reactieproduct van trimethylindium en pentamethylarseen |